# Pechgraben (Neudrossenfeld)

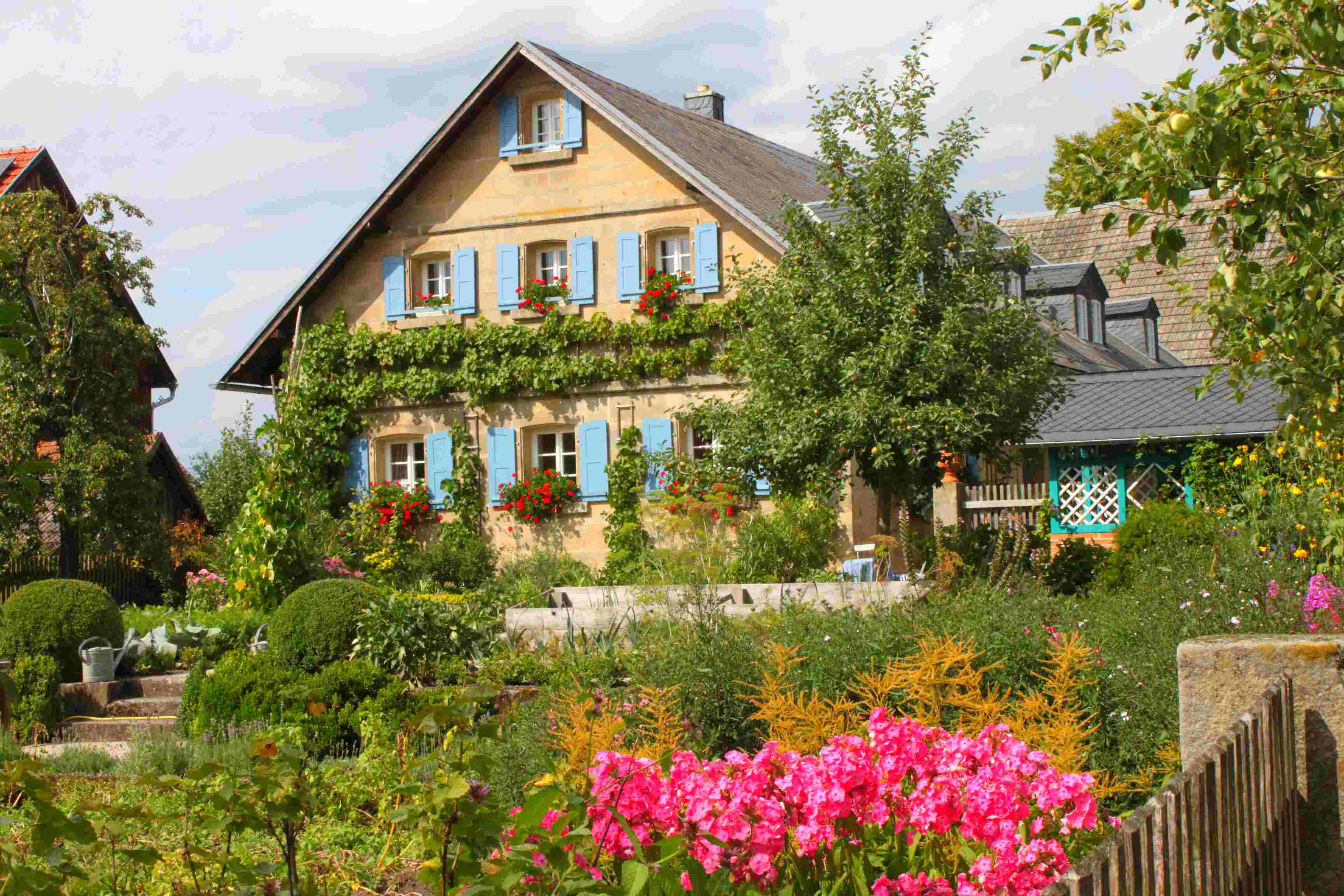
Haus Nr. 10: Wohnstallhaus

Pechgraben (oberfränkisch: Bechgrom) ist ein Gemeindeteil der Gemeinde Neudrossenfeld im Landkreis Kulmbach (Oberfranken, Bayern). Die Gemarkung Pechgraben hat eine Fläche von 8,504 km². Sie ist in 950 Flurstücke aufgeteilt, die eine durchschnittliche Flurstücksfläche von 8951,95 m² haben. In ihr liegen neben dem namensgebenden Ort die Gemeindeteile Eberhardtsreuth, Eselslohe, Oberkeil, Schaitz, Untergräfenthal, Unterkeil und Zoltmühle.

## Geographie
Das Dorf Pechgraben liegt am gleichnamigen Bach am Fuße der bewaldeten Anhöhe Höllberg (417 m ü. NHN, 0,9 km südwestlich). Die Kreisstraße KU 18 führt an der Zoltmühle vorbei zur Staatsstraße 2183 bei Harsdorf (2,1 km nordöstlich) bzw. zur Kreisstraße KU 11 (1,7 km nordwestlich). Gemeindeverbindungsstraßen führen nach Eberhardtsreuth (1,2 km westlich) und an Eselslohe vorbei nach Schaitz (2,1 km östlich). Ein Anliegerweg führt nach Unterkeil (0,2 km südöstlich).

## Geschichte
Der Ort wurde 1398 als „Bechgraben“ erstmals urkundlich erwähnt. Aus dem Bestimmungswort kann geschlossen werden, dass an dieser Stelle Pech gewonnen wurde.
Gegen Ende des 18. Jahrhunderts bestand Pechgraben aus 18 Anwesen (1 Hufschmiede, 13 Güter, 2 Söldengütlein, 2 Tropfhäuser). Das Hochgericht übte das bayreuthische Stadtvogteiamt Kulmbach aus. Dieses hatte zugleich die Dorf- und Gemeindeherrschaft. Das Kastenamt Kulmbach war Grundherr sämtlicher Anwesen.
Von 1797 bis 1810 unterstand der Ort dem Justiz- und Kammeramt Kulmbach. Mit dem Gemeindeedikt wurde Pechgraben dem 1811 gebildeten Steuerdistrikt Neudrossenfeld und der 1812 gebildeten gleichnamigen Ruralgemeinde zugewiesen. 1818 entstand die Ruralgemeinde Pechgraben, zu der Eberhardtsreuth, Eselslohe, Oberkeil, Schaitz, Untergräfenthal, Unterkeil und Zoltmühle gehörten. Sie war in Verwaltung und Gerichtsbarkeit dem Landgericht Kulmbach zugeordnet und in der Finanzverwaltung dem Rentamt Kulmbach (1919 in Finanzamt Kulmbach umbenannt). Ab 1862 gehörte Pechgraben zum Bezirksamt Kulmbach (1939 in Landkreis Kulmbach umbenannt). Die Gerichtsbarkeit blieb beim Landgericht Kulmbach (1879 in das Amtsgericht Kulmbach umgewandelt). Die Gemeinde hatte eine Gebietsfläche von 8,531 km².
Am 1. Januar 1975 wurde die Gemeinde Pechgraben im Zuge der Gebietsreform in Bayern nach Neudrossenfeld eingegliedert.

### Baudenkmäler
In der Bayerischen Denkmalliste sind 4 Baudenkmäler aufgeführt:
- Haus Nr. 9: Taubenhaus
- Haus Nr. 10: Bauernhof
- Haus Nr. 16: Wohnstallhaus
- Haus Nr. 21: Wohnstallhaus mit angebautem Backofen

### Einwohnerentwicklung
Gemeinde Pechgraben
| Jahr      | 1818  | 1840   | 1852   | 1855   | 1861   | 1867   | 1871   | 1875   | 1880   | 1885   | 1890   | 1895   | 1900   | 1905   | 1910   | 1919   | 1925   | 1933   | 1939   | 1946   | 1950   | 1952   | 1961   | 1970   |
| Einwohner | 261   | 295    | 318    | 314    | 339    | 328    | 345    | 344    | 350    | 335    | 302    | 321    | 317    | 315    | 330    | 324    | 316    | 303    | 282    | 389    | 374    | 348    | 296    | 279    |
| Häuser    | 42    |        |        |        |        |        | 47     |        |        | 49     | 54     |        | 51     |        |        |        | 55     |        |        |        | 61     |        | 66     |        |
| Quelle    | [ 9 ] | [ 14 ] | [ 14 ] | [ 14 ] | [ 15 ] | [ 16 ] | [ 17 ] | [ 18 ] | [ 19 ] | [ 20 ] | [ 21 ] | [ 14 ] | [ 22 ] | [ 14 ] | [ 23 ] | [ 14 ] | [ 24 ] | [ 14 ] | [ 14 ] | [ 14 ] | [ 25 ] | [ 14 ] | [ 10 ] | [ 26 ] |

Ort Pechgraben
| Jahr      | 001809 | 001818 | 001861 | 001871 | 001885 | 001900 | 001925 | 001950 | 001961 | 001970 | 001987 |
| Einwohner | 115    | 126    | 155    | 158    | 162    | 138    | 135    | 187    | 142    | 145    | 142    |
| Häuser    |        | 21     |        |        | 24     | 24     | 26     | 29     | 32     |        | 37     |
| Quelle    | [ 27 ] | [ 9 ]  | [ 15 ] | [ 17 ] | [ 20 ] | [ 22 ] | [ 24 ] | [ 25 ] | [ 10 ] | [ 26 ] | [ 1 ]  |

## Religion
Pechgraben ist seit der Reformation evangelisch-lutherisch geprägt und nach Neudrossenfeld gepfarrt.